# Peter Skog
Carl Peter Christian Skog, född 9 maj 1947 i Helsingfors i Finland, är en svensk sjökapten. Under 14 år var han stationerad på fartyget M/V Explorer där han var en nyckelperson i möjliggörandet av resor till Antarktis. Under sina 125 resor till området har han bidragit till viktiga sjömätningar, lodande av djup och kartläggningar som används än idag. Skog Passage i Antarktis är namngiven efter honom.

## Biografi

### Uppväxt
Peter Skog föddes i Helsingfors och flyttade elva år gammal till Malmö, där fadern lämnade familjen. Han ville som pojke bli pilot men när han var 15 år 1963 var han en sommar jungman på ett tankfartyg. Efter den resan, som varade i en månad, ville han bli sjökapten. När han gick ut gymnasiet avsåg han att söka till Sjöbefälsskolan i Malmö men blev inkallad för militärtjänstgöring i Finland. Han undvek dock lumpen genom att mönstra på som lättmatros.  Där tjänstgjorde han i elva månader. Han mönstrade sedan på en annan båt som seglade under Svenska Ostasiatiska Kompaniet i Indien, Pakistan och Persiska gulfen. När Skog 1968 skulle förnya sitt pass på Finlands ambassad i London upptäcktes att han inte hade genomfört sin militärtjänst och han fick tjänstgöra i armén i elva månader. Därefter sökte han till Sjöbefälsskolan, där han studerade i tre år. Han avlade sjökaptensexamen 1972, då han var 24 år gammal.

### Tidig karriär som fartygsbefäl
Två veckor efter sin examen mönstrade han som tredjestyrman på en båt som seglade under Svenska Ostasiatiska Kompaniet. Där gjorde han två världsomseglingar och var tänkt att tjänstgöra i åtta månader men båten gick på grund utanför Göteborg på julafton 1972. I slutet av 1973 blev han erbjuden tjänsten som tredjestyrman på expeditionskryssningsfartyget The Lindblad Explorer. Han gick ombord i Ushuaia i Argentina i januari 1974. Där reste han till Antarktis för första gången. Fartyget blev det första kryssningsfartyg som besökte Deception Island på Sydshetlandsöarna. De var i mars samma år också det första kryssningsfartyget som lyckades navigera genom Chiles kanaler in till landets insjöar.

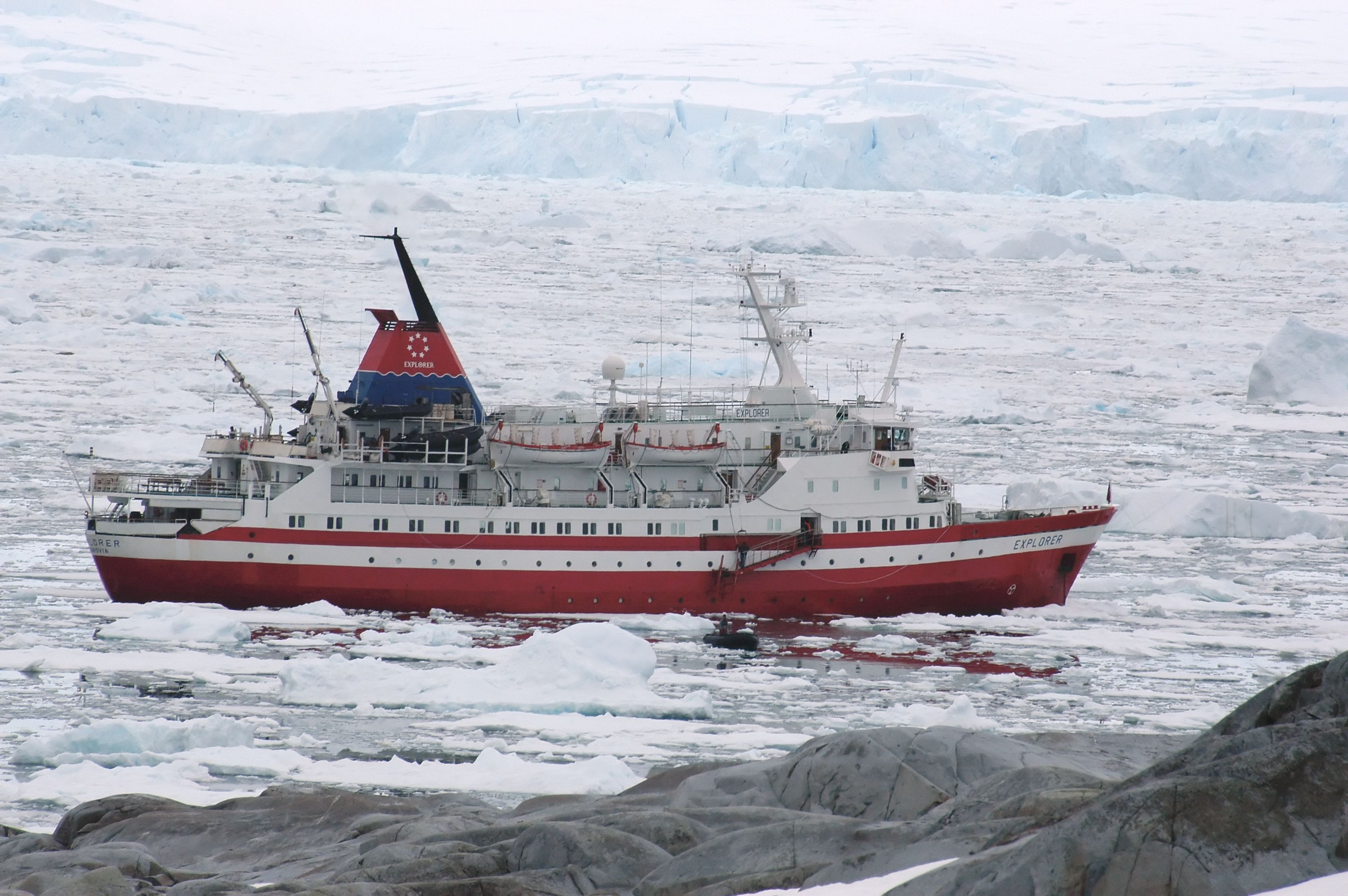
M/V Explorer i Antarktis 2005.

När det inte var säsong på Antarktis hade fartyget i uppdrag att ta prover vid Galápagosöarna. Man utförde även sjömätningar, lodade djup och gjorde kartläggningar som inte gjorts förut. 
De blev också involverade i Beaglekonflikten mellan Argentina och Chile då Argentina i februari 1976 tvingade fartyget att ta ombord en lots för att passera genom Beaglekanalen. Skog blev vid slutdestinationen Ushuaia hotad med gevär av argentinska soldater som skulle gripa honom då han inte skulle ha följt lotsens order. Skog satt i fängelse i tre dagar och den argentinska juntan krävde 31 000 dollar för hans frihet, vilket svenska ambassaden betalade. I september 1976 hjälpte de dokumentärfilmaren Lorne Blairs team att ta sig till urbefolkningen asmat i Nya Guinea. Efter att Skog befordrats till andre styrman gick The Lindblad Explorer på grund juldagen 1979 utanför Cape Astrup vid Wienckeön, när båten fungerade som  hotell för ett japansk filmteam som arbetade på filmen Virus (1980). Skådespelarna Glenn Ford, George Kennedy, Olivia Hussey, Chuck Connors och Bo Svenson var ombord; besättningen och passagerare fick evakuera, vilket blev mycket uppmärksammad i media.

### Befaren sjökapten
Efter reparationer såldes The Lindblad Explorer till andra rederier i olika omgångar. I juli 1993 återvände han som överstyrman till skeppet, som nu döpts om till M/V Explorer. År 1996 befordrades han till befälhavare på Explorer. En av de första destinationerna han ville utforska var Larsens shelfis, som på grund av klimatförändringar hade ändrats genom åren och eventuellt var möjlig att färdas igenom. I februari 2000 fick han möjlighet att åka dit. Isen var mer oberäknelig i området och stora isberg stängde nästan in dem. Skog nådde inte längre än till Cape Longing i Longing Peninsula, där dock inget kryssningsfartyg hade navigerat tidigare. 2003 seglade Skog Explorer till Genua i Italien då hon skulle säljas.
Efter försäljningen var Skog åren 2003–2004 ismästare ombord på ett fartyg och sedan befälhavare på ett annat. År 2004 var Skog anställd som konsult för att renovera ett chilenskt krigsfartyg till ett expeditionskryssningsfartyg likt Explorer. Under sommaren 2005 var han befälhavare på Australiens första expeditionskryssningsfartyg och sedan på en annan båt tills han mönstrade på det det tidigare chilenska fartyget som nu gick under australiskt flagg. Skog anställdes som befälhavare när fartyget togs i bruk 2006.
Skog gick i pension 2008.

### Ekoturism, manualer och Skog Passage
Skog tjänstgjorde på M/V Explorer i 14 år och har gjort över 125 resor till Antarktis. Han anses ha varit en nyckelperson för att öppna upp världsdelen för ekoturism. Skog utvecklade manualer om isnavigation och issjömanskap främst för Explorer, men de blev senare viktiga för andra sjöfarare i området. Den 15 februari 1998 var Skog den förste som navigerade genom en odöpt och outforskad kanal mellan The Madder Cliffs i Antarktis. År 2002 fick kanalen namnet Skog Passage efter honom.
År 2006 blev han medlem i The Explorers Club i New York.